# Eandis

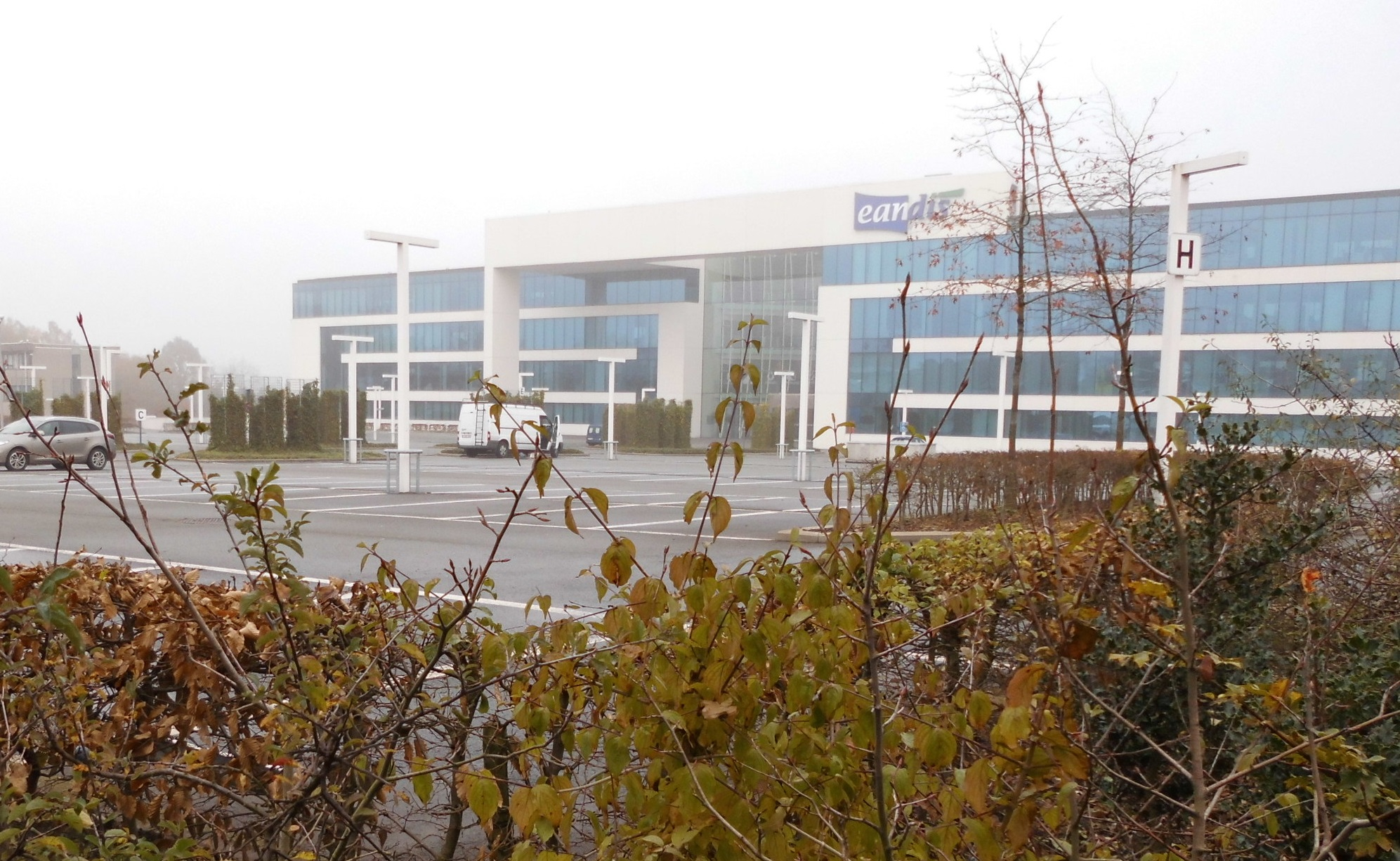
Eandis in Melle.

Eandis (Elektriciteit, aardgas, netten en distributie) was een Belgische netbeheerder van het distributienet voor elektriciteit en aardgas, actief in 239 gemeenten in Vlaanderen. Het bedrijf telde ongeveer 4000 medewerkers. Op 1 juli 2018 fuseerde Eandis met Infrax tot Fluvius.

## Structuur
Tot 1 januari 2016 was Eandis enkel een werkmaatschappij die werken uitvoerde voor de verschillende regionale netbeheerders. De werkmaatschappij Eandis was en is voor 100% eigendom van de holdingmaatschappij "Eandis Assets". 100% van de aandelen van Eandis zijn eigendom van de gemeenten sinds het privé-bedrijf Electrabel op 29 december 2014 21% van de aandelen moest verkopen volgens het Vlaams decreet op de intergemeentelijke samenwerking. De aandeelhouders van Eandis Assets zijn 229 Vlaamse steden en gemeenten.
Hoewel Eandis de werken op de netten uitvoerde, waren de netten (kabels en leidingen) tot 1 januari 2016 nog steeds in eigendom van de regionale gemengde Vlaamse distributienetbeheerders voor elektriciteit en aardgas, met name Gaselwest, IMEA, Imewo, Intergem, Iveka, Iverlek en Sibelgas. De steden en gemeentes waren eveneens aandeelhouders van de regionale distributienetbeheerders en begin 2016 werd een grote fusie uitgevoerd van de distributienetbeheerders met Eandis Assets. Vanaf 2016 zou zo het gros van de Vlaamse distributienetten in handen van Eandis Assets komen. Op 29 september 2016 maakte de stad Antwerpen, de belangrijkste aandeelhouder van distributienetbeheerder IMEA bekend dat het de fusie van IMEA met Eandis Assets wilde tegenhouden.

## Belgische context
De Vlaamse gemengde distributienetbeheerders en dus ook Fluvius worden gereguleerd door twee instanties: de Vlaamse regulator VREG (Vlaamse Regulator van de Elektriciteits- en Gasmarkt) en de Belgische federale regulator CREG (Commissie voor de Regulering van de Elektriciteit en het Gas).
In Vlaanderen is ook DNB-BA (gesloten distributie beheerder Brussels Airport) actief als distributienetbeheerder, in het Waals Gewest Ores en Resa en in het Brussels Hoofdstedelijk Gewest Sibelga.

## Geschiedenis

### Voorgeschiedenis
Eandis is ontstaan uit de samenvoeging van de voormalige operatoren GeDIS, Electrabel Netten Vlaanderen (optredend onder de naam Netmanagement) en het Vlaams platform van Indexis. GeDIS bereidde alle strategische en vertrouwelijke aangelegenheden van de gemengde distributienetbeheerders voor. Verder coördineerde het alle activiteiten rond rationeel energiegebruik (REG) en de sociale openbaredienstverplichtingen die de Vlaamse overheid aan de distributienetbeheerders oplegt. Electrabel Netten Vlaanderen, dat optrad onder de naam Netmanagement, exploiteerde, onderhield en ontwikkelde distributienetten voor elektriciteit en aardgas, in opdracht van distributienetbeheerders. Indexis (Vlaams platform) beheerde de verbruiksgegevens de eindklanten.
Deze opdeling in drie structuren was in het leven geroepen om te voldoen aan de wettelijke eisen van onafhankelijkheid en onpartijdigheid die werden opgelegd aan de distributienetbeheerders. Daarbij werd gesteld dat bepaalde activiteiten van het distributienetbeheer door eigen personeel moesten worden uitgevoerd.

#### Fusie met infrax
In juli 2018 fusioneerde Eandis, samen met Infrax tot Fluvius. Vanaf 7 februari 2019 verdwenen de namen “Eandis” en “Infrax” uit het straatbeeld, en bleef enkel “Fluvius” zichtbaar.

## Activiteiten
Eandis had een aantal verschillende activiteiten:
- Werken aan distributienetten - Instaan voor de aanleg en de dagelijkse exploitatie van de distributienetten voor elektriciteit, aardgas en openbare verlichting.
- Werken aan aansluitingen - Nieuwe aansluitingen maken, bestaande aansluitingen aanpassen, meters plaatsen of verzwaren, problemen met de energievoorziening oplossen.
- Storingen en defecten oplossen - De controlecentra bewaken de distributienetten om storingen, defecten en gaslekken te herstellen.
- Meterstanden opnemen en verbruiksgegevens beheren - Eandis neemt de meterstanden op en beheert de verbruiksgegevens.
- Sociale openbaredienstverplichtingen uitvoeren - Plaatsen van budgetmeters bij huishoudelijke klanten die hun verbruiksfacturen niet kunnen betalen en door hun energieleverancier worden opgezegd. Met een budgetmeter betalen klanten het verbruik vooraf en beschikken ze over het volle elektrische vermogen.
- Rationeel energiegebruik bevorderen - Organiseren van acties om rationeel energiegebruik te bevorderen en advies geven om zuinig om te springen met energie. Eandis verstrekt ook premies voor investeringen in energiezuinige toepassingen.
- Het toegangsregister beheren - Eandis houdt de gegevens van zo'n vier miljoen aansluitingen bij in het zogeheten toegangsregister. In dat register noteren ze de technische gegevens van elke aansluiting en de administratieve gegevens van de klant en zijn energieleverancier.

## Het logo en de naam
Het letterwoord 'ean' is samengesteld uit de beginletters van elektriciteit, aardgas en netten. Het is ook de afkorting van Europese artikelnummering, ofwel de EAN-code die is verbonden aan het leveringspunt. Het achtervoegsel 'dis' verwijst naar de activiteit distributie, en dus naar de distributienetbeheerders zelf.
Het blauwe spanningsveld rond 'ean' in het logo betekent dat Eandis actief is op het grondgebied van acht Vlaamse gemengde distributienetbeheerders. Het punt op de 'i' en de breder wordende groene lijn symboliseren de distributie van energie.

## Kerncijfers
Eandis voerde haar activiteiten uit in tien infrastructuurgebieden, verdeeld over vijf provincies:
- IJzer-Mandel
- Brugge-Middenkust
- Schelde-Lieve
- Leie-Schelde
- Schelde-Waas
- Zenne-Dender
- Antwerpen
- Mechelen
- Kempen
- Leuven

Elektriciteit:
- 96.408 km elektriciteitsnetten, waarvan
  - 62.014 km laagspanningsnet
  - 34.394 km middenspanningsnet
- 2.616.357 aansluitingspunten elektriciteit laagspanning
- 15.202 aansluitingspunten middenspanning
- 61.525 klanten als sociale leverancier
- 29.440 opgestelde budgetmeters
- 42.754 elektriciteitscabines
- 842.758 lampen openbare verlichting

Aardgas:
- 42.238 km aardgasnetten
- 34.391 km lagedruknet
- 7.847 km middendruknet
- 1.706.223 aansluitingspunten
- 47.942 klanten als sociale leverancier
- 3.204 gascabines

## State Grid
Eandis kwam in september 2016 controversieel in het nieuws door een geplande investering van het Chinese energiebedrijf State Grid in de maatschappij.

### Zoektocht naar vervanger voor Electrabel
Door het decreet van 6 juli 2001 houdende de intergemeentelijke samenwerking was het niet meer toegelaten dat private partners deelnemen aan intergemeentelijke samenwerkingsverbanden. Hierdoor moest Electrabel in 2014 al zijn resterende aandelen verkopen en kwam Eandis volledig in handen van de Vlaamse steden en gemeenten. Eandis had daardoor meer dan 400 miljoen euro vers kapitaal nodig om de nodige vernieuwingen aan het netwerk te kunnen uitvoeren en de uitstap van Electrabel op te vangen. De huidige aandeelhouders, de Vlaamse steden en gemeenten, keken daarom uit naar een nieuwe externe investeerder. Het decreet van 13 mei 2016 maakte weer mogelijk dat, zoals vooropgesteld in het Vlaams regeerakkoord van 2014, een private partner wel kan deelnemen aan intergemeentelijke samenwerkingsverbanden in de sectoren energiedistributie en afval; een uitzondering op het principe dat dit niet toegelaten is.
State Grid was bereid 14 procent van de aandelen van Eandis te kopen voor 830 miljoen euro, een erg royaal aanbod. Op 1 juni 2016 besloot de raad van bestuur van Eandis, waarin onder meer Louis Tobback (sp.a), Geert Versnick (Open VLD), Koen Kennis (N-VA) en voorzitter Piet Buyse (CD&V) zetelen, om exclusieve onderhandelingen met State Grid op te starten. De toetreding zou worden voorgesteld op een buitengewone algemene vergadering van Eandis Assets op 3 oktober 2016. In de loop van midden 2016 stemden de gemeenteraden over deze deal.